# Magyar Pünkösdi Egyház
A Magyar Pünkösdi Egyház egy keresztény, pünkösdi-karizmatikus irányultságú felekezet.
Az Amerikába kivándorolt magyarok közül többen az amerikai pünkösdi ébredéssel is kapcsolatba kerültek, köztük Szalai József és neje a Somogy vármegyei Darány községbe tért vissza 1921-ben, miután Amerikában 1919-ben a pünkösdi közösség tagjai lettek. Rendszeres összejövetelek kezdődtek Darányban, itt épült fel az első magyarországi pünkösdi imaház.
A felekezet "Magyarországi Istengyülekezetek" név alatt tartotta konferenciáját 1928. február 5-én.
1939. december 2-án adták ki a magyar királyi belügyminiszter 363.500/1939. VII.a. számú rendeletét "A honvédelem érdekeit veszélyeztető szekták működésének megszüntetése" tárgyában. Több más kisegyházzal együtt a pünkösdi gyülekezetek istentiszteleteit is betiltották ekkor, ettől kezdve a második világháború végéig az evangélikus, baptista és metodista egyházak védelme alatt működtek a pünkösdi gyülekezetek.
1962-ben az Evangéliumi Pünkösdi Egyház és az Evangéliumi Keresztyének nevű pünkösdi felekezetek egyesüléséből jött létre az Evangéliumi Pünkösdi Közösség. Az egyház 2011. évi országos közgyűlése névváltoztatásról határozott, a felekezet neve ettől kezdve Magyar Pünkösdi Egyház.
A magyar állam által elfogadott hivatalos, 1947 óta bejegyzett egyházként működik, nyílt közösséget alkotva.
A 2022-es népszámláláskor kicsit kevesebb mint 9000 ember jelölte meg magát pünkösdinek.

## Története

### A kezdetek
A Magyar Pünkösdi Egyház a – világméretben mintegy 500 millió tagot számláló – pünkösdi-karizmatikus mozgalomhoz tartozik.
Teológiailag a metodizmus és a 19. századi ébredési-szentségi mozgalmak hatása voltak a legjelentősebbek a pünkösdi mozgalom kialakulásában.
1900-ban az Amerikai Egyesült Államokban egy fiatal methodista lelkész, Charles F. Parham különös figyelemmel olvasta az Apostolok cselekedeteit és a páli leveleket. Amikor összehasonlította saját szolgálatát az apostolokéval, megdöbbenten kérdezte önmagától: „Hol vannak a csodák, a gyógyítások?" Megállapította, hogy az őskeresztyének életének valami titka volt, amit sem ő, sem egyháza nem ismer. E titok felkutatására bibliaiskolát nyitott önként jelentkezők számára Kansas állambeli Topekában. Parham ismerte az ébredési mozgalmak második áldását, a „megszentelődést", melynek lényege mindig a Szentlélekkel való találkozás volt. Éppen ezért e találkozás központi eseménye, a Szentlélek-keresztség félreérthetetlen bizonyítéka után kutatott. A hallgatók a Cselekedetek könyvét tanulmányozták, és egymástól függetlenül felismerték, hogy a Szentlélek-keresztség keresett bizonyítéka a nyelveken szólás. Felfedezték, hogy a Szentlélekkel való beteljesedés 5 bibliai esetének leírása közül hárommal közvetlenül, kettőnél pedig közvetve bizonyítható. Elhatározták, hogy másnap reggeltől estig imádkozni fognak a Lélek kiáradásáért. A következő napon így cselekedtek, és este egy Agnes N. Ozman nevű lány arra kérte Parham-et, hogy kézrátétellel imádkozzék érte. Az engedett a kérésnek, és a leány elkezdett folyékonyan beszélni nyelveken, amit nem értettek. Ez az 1900. év szilveszterének estéjén történt, néhány napon belül többen nyertek Szentlélek-keresztséget.
Parham tanítvány W.J. Seymour színes bőrű lelkész, Los Angelesben a Szentlélek kitöltetéséről beszélt egy kis templomban, s szolgálata után egy asszony saját házába hívta meg prédikálni. Itt három nap múlva, 1906. április 9-én a hallgatók az igehirdetés alatt megteltek Szentlélekkel, nyelveken imádkoztak és énekeltek.
Az Azusa Street 312 szám alatti épület lett a pünkösdi mozgalom leghíresebb helye. Az ébredés több mint 3 éve alatt nagyon sokan részesedtek itt a Szentlélek kiáradásának kegyelmében. Amerikán kívül, egymástól függetlenül, több más helyen is fellángolt a pünkösdi tűz a világon, az örmény presbiteriánus egyházban, Indiában, Chilében a methodista egyházon belül indult pünkösdi ébredés W.C. Hoever lelkész közreműködésével.
A pünkösdi (helytelenül: "pünkösdista" (!)) irányzat nem minősül szektának. Magyarországon 100 éve hivatalosan bejegyzett kisegyház, amely száz százalékban elfogadja a Biblia hitelveit. Sok helyütt az evangélikus egyház védnöksége alatt működik.
A pünkösdi mozgalom nem összekeverendő a Hit Gyülekezetével. Jelenleg akár 500-650 millió főre tehető a pünkösdi-karizmatikus mozgalom létszáma, mely folyamatosan dinamikusan növekvő. Magyarországon államilag elismert, állami védelem alatt álló szervezet.
Hittörekvései a Biblia tanításához való visszatérés, a tiszta evangélium hirdetése, az egyház elanyagiasodásának visszafogása mellett a közösségi hitéletet is tartalmazzák.

### Az egyház megalakulása Magyarországon
Magyarországon a pünkösdi mozgalom előfutárai az első világháborúból hazatérő hadifoglyok és az Amerikai Egyesült Államokból visszajött emigránsok voltak. Az első világháborúban foglyul esett magyar katonák közül néhányan Szentlélekkel megáldott hívőkkel találkoztak fogságuk alatt. Így a mórichidai Sipos István is, aki bemerítkezett és Szentlélek-keresztséget nyert hívőként tért haza az orosz hadifogságból 1918-ban. Sipos Istvánnak már a harctéren jó ismerőse volt a budapesti Sebestyén István, ő idehaza az Élő Isten gyülekezetének a tagja volt hazatérése után Budapesten mindaddig, amíg Mihók Imrével nem találkozott. Ettől kezdve – 1926 nyarától – az ő budapesti lakása (Üllői út III. kerület) pünkösdiek gyülekező helyévé lett. Ugyanakkor orosz hadifogságból tért haza megtért emberként 1919-ben – Horváth János viszneki lakos.
Az Amerikába kivándorolt magyarok közül elég sokan az amerikai pünkösdi ébredéssel is kapcsolatba kerültek, megtértek, és többen most már azért jöttek haza, hogy hirdessék a pünkösdi tanítást, a Szentlélek-keresztségről szóló evangéliumot. Szalai József és neje a Somogy vármegyei Darány községbe tért vissza 1921-ben, miután Amerikában 1919-ben a pünkösdi közösség tagjai lettek. A hazatérő Szalai házaspárt sok rokon és ismerős meglátogatta. Beszélgetésük fő témája a Szentlelket adományozó Isten megtérésre hívó evangéliuma. Ezt mindig többen szerették volna hallani, így alakultak ki a rendszeres összejövetelek Darányban. Az istentiszteleteket nagy lelki megmozdulás és áldás követte. Az első bemerítés alkalmával 26 fő merítkezett be. 1926-ban Darányban épült fel az első magyarországi pünkösdi imaház. A darányi gyülekezetet később a hazai úttörő pünkösdi prédikátorok szinte kivétel nélkül felkeresték és hosszabb-rövidebb ideig többször is munkálkodtak ott.
A szervezett pünkösdi misszió megindulását Magyarország Mihók Imre Bakony környékén végzett tevékenysége készítette elő. Mihók Imre bakonycsernyei származású volt, mint kivándorolt magyar, Amerikában ő is kapcsolatba került a pünkösdiekkel. Megtérése után Detroitból jött haza feleségével együtt. 1926 tavaszán érkeztek meg Bakonycsernyére. Rokonaik és a baptista ismerősök körében beszélgettek a Szentlélek-keresztség szükségességéről, annak jeleiről és saját élményeikről. Az első összejöveteli alkalom 1926 húsvétjának második napján volt. Napok alatt elterjedt a környéken a híre Mihók Imre Isten különös erejével megáldott munkálkodásának. 1926-ban mindössze néhány hónapot töltött el Mihók testvér Magyarországon, de ezen rövid idő alatt sok helyen megfordult. Munkálkodásának eredményességét az is bizonyítja, hogy a magyar pünkösdi mozgalom későbbi vezető egyéniségei közül többen az ő rajta keresztül nyert áldás segítségével lettek Isten alkalmas eszközei a pünkösdi üzenet hirdetésére. Az első pünkösdi gyülekezetek életét Isten különös módon megáldotta, egyre jobban gyarapodtak mind létszámban, mind csodálatos élmények megtapasztalásában – alig történt meg, hogy a gyülekezet imádkozó köréből egy beteg ne egészségesen távozott volna. A pünkösdi hitelvek terjesztését Mihók Imre jelentős irodalmi tevékenységével szolgálta, traktátusai egymásután jelentek meg. Mihók Imréről kapott információ alapján kapcsolódott be a magyar pünkösdi munkába Rároha F. Dávid. A Rároha házaspár 1927. augusztus 28-án érkezett Amerikából Magyarországra. Rároháék nyomdát vásároltak, és öthetente adták ki a magyar pünkösdi mozgalom első lapját, az Apostoli Hitet. Gyülekezeteket látogattak és alapítottak, átvették a budapesti gyülekezet vezetését. Fő feladatuk lett a magyarországi pünkösdi gyülekezetek egyházi egységének megteremtése. Az első pünkösdi egyház szervezet neve: "Magyarországi Istengyülekezetek".
A Magyarországi Istengyülekezetek alakuló konferenciája 1928. február 5-től február 9-ig tartott, Kispesten a Villany utca 6. szám alatti központi imateremben. A jegyzőkönyv megállapítása szerint az alapszabályokat összesen 8 gyülekezet fogadta el. Kispest, Cegléd, Bakonycsernye, Bakonytamási, Darány, Csetény, Öskü és Somogy (Baranya vármegyében) egy évre szólóan választották meg a tisztségviselőket. A lezajlott választás eredményeképpen Rároha F. Dávid elnök lett. Az 1928-as alakuló konferencia után Rároháék már nem csupán eszmei irányítói, hanem demokratikusan megválasztott elöljárói is a magyar pünkösdi mozgalomnak. Az évente rendezett konferenciákon újabb gyülekezetek csatlakoztak a szövetséghez, így 1929-ben tizenöt, 1930-ban húsz, az V. Konferencián 1932-ben, amikor a szövetség nevét "Isten Gyülekezetei Szövetsége Magyarországon"-ra változtatták, már 70 gyülekezetet foglalt magában az egyházi szervezet. 1932-től Siroky István, Tomi József, Fábián József voltak a vezetői a magyarországi pünkösdi mozgalomnak hosszú évekig.
Már a harmincas években szociális intézményei voltak a pünkösdi közösségnek, ahol gondoskodtak az idősekről és az árvákról, ezeket a szocializmus ideje alatt fel kellett "ajánlani" az államnak.
1939. december 2-án adták ki a magyar királyi belügyminiszter 363.500/1939. VII.a. számú rendeletét "A honvédelem érdekeit veszélyeztető szekták működésének megszüntetése" tárgyában. Több más kisegyházzal együtt a pünkösdi gyülekezetek istentiszteleteit is betiltották ekkor, ettől kezdve a második világháború végéig az Evangélikus, Baptista és Metodista Egyházak védelme alatt működtek a pünkösdi gyülekezetek.
Ennek az időszaknak a következményeként a háború után több felekezetben működtek tovább a pünkösdi gyülekezetek (Evangéliumi Pünkösdi Egyház, Evangéliumi Keresztyén Gyülekezetek, Őskeresztény Felekezet). 1962-ben az Evangéliumi Pünkösdi Egyház és az Evangéliumi Keresztyének nevű pünkösdi felekezetek egyesüléséből jött létre az Evangéliumi Pünkösdi Közösség. Az Őskeresztyén Felekezet önálló egyházként működik tovább.
Az egyház 2011. április 9-én tartott országos közgyűlése döntött az EPK nevének megváltoztatásáról az azóta is használt Magyar Pünkösdi Egyházra (MPE).
Az egyház 1967-től a Szabadegyházak Tanácsa Lelkészképző Intézetében képezte lelkészeit, illetve 1992-től az Evangéliumi Pünkösdi Közösség Bibliai Főiskoláján. 1985 nyarától Dunaharasztiban, később pedig Budapesten a Cserkesz utcában is rehabilitációs intézetet működtet a pünkösdi közösség. 1987. október 31-én nyitotta meg a Közösség Szeretetotthonát Kadarkúton idősek gondozására. A rendszerváltozás adta lehetőséget felhasználva az elsők között nyitottak általános iskolákat az egyház gyülekezetei. 1991 októberében az egyház főiskolát indított a Pünkösdi Teológiai Főiskola névvel abból a célból, hogy pünkösdi környezetben neveljen és képezzen fiatalokat az Úrnak való szolgálatra. 1995-ben megalakul az Evangéliumi Szabadegyházak Szövetsége, amelynek alapító tagja az MPE (akkoriban még mint EPK).

## Szervezeti felépítése
A Magyar Pünkösdi Egyházat azok a gyülekezetek alkotják, amelyek elfogadják a Közösség Hitelveit és Alapszabályát, azok szerint élik gyülekezeti és egyéni életüket. A Közösség vezető szervei által képviseleti, tanácsadói és koordinációs tevékenységet folytat az összes gyülekezetet érintő kérdésben.
Az MPE jogi személy, a Fővárosi Bíróság 6.Pk.63361/1 sz. értesítés alapján a 10. nyilvántartási szám alatt bejegyzett egyházi közösség. Képviselője az MPE elnöke. A Közösségen belül külön jogi személyiséggel (önálló vagyonnal és költségvetéssel) rendelkezik még az MPE Szeretetotthona, Bibliai Főiskolája valamint néhány gyülekezete.
Az MPE alapvető szervezeti egységei: a gyülekezetek, a misszióállomások, a körzetek és az intézmények. A gyülekezetek élén a presbiterekből és diakónusokból álló vezetőség valamint a lelkipásztor áll, akiket a tagság maga választ meg. A gyülekezetek vezetősége egyben a hozzájuk tartozó misszióállomások vezető szerve is. A körzetek vezetőségét az azt alkotó gyülekezetek vezetősége és a misszióállomások vezetői választják meg. A közösségi intézmények munkáját kuratóriumok irányítják, melyeket az Országos Presbitérium választ meg.
Az Egyház legfelsőbb döntéshozó illetve jóváhagyó szerve az Országos Közgyűlés, mely évente legalább egyszer ülésezik. Összehívásáról az MPE elnöke gondoskodik. Az OK hatáskörébe tartozik többek között az Alapszabály megalkotása és módosítása, az MŐE elnökének és helyetteseinek megválasztása, az éves költségvetési terv elfogadása, az Ellenőrző Bizottság megválasztása, új gyülekezetek felvétele, közösségi intézmények létesítése, döntés mindazokban a kérdésekben, melyeket magasabb jogszabály a Közgyűlés kizárólagos hatáskörébe utal. A Közgyűlésbe a gyülekezetek illetve a körzetek létszámarányosan delegálnak küldötteket.
A Közösség koordináló és irányító szerve az Országos Presbitérium, mely legalább negyedévenként ülésezik. Összehívásáról az elnök gondoskodik. Tagjai csak lelkipásztorok vagy presbiterek lehetnek, akiket a gyülekezetek és a körzetek létszámarányosan delegálnak. Megbízatásuk négy évre szól. Az Országos Presbitérium hatáskörébe tartozik az MPE elnökének és helyetteseinek jelölése, a közösségi intézmények felügyelő szerveinek és vezetőinek megválasztása, az Országos Titkárság valamint a munkacsoportok vezetőinek kinevezése.
Az Országos Presbitérium ülései közötti időszakban az operatív tevékenységet az elnök és helyettesei látják el. Megbízatásuk négy évre szól. Az MPE elnöke egyúttal az Országos Presbitérium elnöke is.
A Közösség adminisztratív és pénzügyeinek intézését az Országos Titkárság végzi. Az itt dolgozók létszámát és munkakörét az Országos Presbitérium határozza meg.
A Közösség gazdálkodását a vonatkozó hatályos jogszabályoknak illetve a Belső Gazdálkodási Szabályzatnak megfelelően végzi. A Belső Gazdálkodási Szabályzatot az Országos Presbitérium által e célra létrehozott munkacsoport dolgozza ki, és a Közgyűlés hagyja jóvá. A gazdasági ügyintézői tevékenységet az Országos Titkárság látja el az éves költségvetés alapján.
Az Országos Titkárság valamint a Közösség országos intézményeinek adminisztrációs rendjét az Ellenőrző Bizottság felügyeli, tapasztalatairól az Országos Közgyűlésnek számol be. Tagjait a Közgyűlés választja, megbízatásuk négy évre szól.

## Hitvallás
A Magyar Pünkösdi Egyház vallja a 16. Pünkösdi Világkonferencián, Oslóban (1992 szeptemberében) elfogadott egyetemes pünkösdi hitvallást:
- Hiszik, hogy a Biblia Istentől ihletett, és Isten egyedüli, csalhatatlan és hiteles Igéje.
- Hiszik, hogy egy Isten van, aki örökké létezik három személyben: az Atyában, a Fiúban és a Szentlélekben.
- Hisznek Jézus Krisztus istenségében, szűztől történt születésében, bűntelen életében, csodatételeiben; mások helyett történt váltsághalálában, amellyel vére által engesztelést szerzett az emberek bűneire. Hisznek testben történt feltámadásában, mennybemenetelében; hiszik, hogy most az Atya jobbján van, és visszajön hatalommal és dicsőséggel.
- Hisznek a bűnös, elveszett emberek újjászületésének abszolút fontosságában, amelyet Jézus Krisztusba vetett hitük által a Szentlélek végez el.
- Hisznek a vízkeresztségben, melyet az újjászületett személy hitvallása alapján – a Szentírás szerint – alámerítéssel végeznek el.
- Hisznek a Szentlélek-keresztségben, melynek bizonyítéka a nyelveken szólás, ahogyan azt a Lélek adja az Apostolok cselekedetei 2,4 szerint, valamint hisznek a lelki- és a szolgálati ajándékok működésében.
- Hisznek a Szentlélek szolgálatában, aki képessé teszi a hívő embert arra, hogy istenfélő életet éljen.
- Hisznek az igazak és a bűnösök feltámadásában. Hiszik, hogy a megváltottak örök életre, a kegyelmet visszautasítók pedig ítéletre támadnak fel.
- Hisznek Jézus Krisztus egyházában és a hívők egységében. Elfogadják és vallják az apostoli hitvallást.
- Hiszik, hogy a keresztény hitet az élet mindennapi gyakorlatában alkalmazni kell.

## Hitelvek

### ASzentírás
Hiszik, hogy a Szentírás 66 könyve (39 ószövetségi és 27 újszövetségi), Isten kinyilatkoztatott Igéje. Ő ihlette szent embereit, akik elmondták és leírták, valamint összeállították és továbbadták. Isten gondviselése őrizte meg a könyveket keletkezésük és továbbadásuk során a hibáktól. A Szentírás Isten akaratának tévedhetetlen kinyilatkoztatása, történelmi cselekedeteinek megbízható forrása. Belőle ismerhetik meg Istent, az örök élethez vezető utat. Hitük alapja, lelki életük zsinórmértéke. Legfőbb tanácsadójuk, az egyetlen tökéletes próbakő, mellyel a tanítások és hagyományok, valamint a gyakorlat megvizsgálandó.A Szentírás örökre megmarad.

### ASzentháromság
Hiszik, hogy Isten: az Atya, a Fiú és a Szentlélek, e három örökkévaló személy tökéletes egysége. A Szentírásból tudják, hogy Isten halhatatlan, végtelen, mindenható, mindentudó, mindenek fölött való, mindig mindenütt jelenvaló, személyes szellemi valóság. Tökéletes lénye meghaladja emberi felfogóképességüket, egyedül méltó imádatukra, szeretetükre és engedelmességükre.

#### Az Atya
A teremtő Isten forrása, oka és célja minden létezőnek. Fenntartja és kormányozza a világmindenséget. Igaz és szent, irgalmas és könyörületes, jóságos és gondviselő. Ő a szeretet. Mindenható, mindenütt jelenvaló, mindentudó és bölcs.

#### A Fiú
A láthatatlan Isten képmása, az élő Isten egyszülött Fia. Valóságos Isten, aki az emberiség megváltása érdekében valóságos emberi teste öltött magára. A Szentlélek által fogantatott és Szűz Mária szülte. Emberként élt, a bűn valóságos kísértését megismerte, de maga bűntelen. Tanítása, csodái, engedelmessége tanúsítják, hogy ő a megígért Messiás. Vállalta helyettük a szenvedést s bűneikért a kereszthalált. Megdicsőült testben támadt fel és a menny dicsőségében tért vissza az Atya jobbjára.Újra eljön a gyülekezetért, majd hatalommal és dicsőségben, hogy megítélje a népeket.

#### A Szentlélek
Isteni személy, nem csupán hatóerő. Együttműködése az Atyával és a Fiúval nyilvánvaló a teremtésben, a megváltásban. Ő készítette elő a megváltást, Ő vonzza az embereket. Életadó, újonnan szülő, megszentelő és feltámasztó munkát végez. Ő vezet el minden igazságra.

### Az Angyalok
Hiszik, hogy az angyalokat Isten teremtette szolgálatra. Imádásukat a Szentírás tiltja. Szellemi lények, de testet ölthetnek. Számuk igen nagy. Nemük nincs, nem szaporodnak, de megnevezésük alkalmával hímnemű nyelvi alakokat használ a Szentírás. Szolgálatukban különbségeket mutatnak a bibliai híradások. Szentek, engedelmesek, bölcsek. Isten akaratának hírvivői és végrehajtói, erősek, szelídek. Az istenfélők védelmezői.

### A Sátán
Hiszik, hogy van ördög, akit Isten eredetileg angyalnak teremtett. Ő azonban felfuvalkodva Isten ellenségévé vált. Az angyalok harmadrészét is fellázította. Levettetett a földre és magával hozta a lázadás szellemét. Bűnbe ejtette Évát és Ádámot. Tudja, hogy osztályrésze a tűzzel és kénnel égő tóban lesz és igyekszik az embereket is oda juttatni. Munkája igen kiterjedt, de Isten határt szabott működésének.

### A Teremtés
Hiszik, hogy a Világot Isten teremtette oly módon, hogy „legyen" szavára a láthatatlanból állt elő. Az Atya és Fiúval és a Szentlélekkel együtt munkálkodva végezte a teremtést. Az első emberpárt, mint a teremtés koronáját saját képére és hasonlatosságára teremtette Isten. Az ember tiszte és feladata, hogy szaporodjon és uralkodjon a földön, valamint feladata és felelőssége volt az is, hogy művelje és őrizze azt.

### Az ember teremtése,bűne és bukása
Hiszik, hogy az embert isten teremtette, férfiúvá és asszonnyá. Az ember hármas lény, szellem, lélek és test, egymással szoros kölcsönhatásban.
Mint személy hatalmat és szabadságot kapott a gondolkodásra és cselekvésre. Az embert Isten a vele való közösségre teremtette. Ez a közösség ősszüleik engedetlensége miatt megszakadt és az ember a bűn és halál törvénye alá került. Ártatlansága elveszett, az isteni képmás eltorzult és utódai már ezt a bűnre való hajlammal terhelt természetet öröklik. Isten azonban Krisztus megváltói munkája által gondoskodott a helyreállítás lehetőségéről. Ehhez azonban minden embernek szükséges "víztől és lélektől" újonnan születni.

### Jézus Krisztusmegváltóiműve
Hiszik, hogy a Jézus Krisztus a tökéletes isteni személy az Atya akaratának engedelmeskedve tökéletesen emberré lett. Történelmi korban élt, megvalósítva a messiási ígéreteket. Mint ember is, mindennek engedelmeskedett Istennek.
Megvalósította a szeretet törvényét; szenvedett, bűnné és átokká lett, majd meghalt értük. Harmadnapon feltámadott, legyőzve a Sátánt, bűnt és a halált. Mennybe ment és az Atya mellett a „kegyelem királyi székében" ül. Ő az egyetlen igaz közbenjáró.

### Amegtérésés az újjászületés
Hiszik, hogy Isten azért küldte Jézus Krisztust erre a földre, hogy az emberek megtérjenek és újjászületve elnyerjék a „fiúság lelkét" és így Isten fiai legyenek. Amikor az ember megtér, a Szentlélek segítségével rádöbben elveszett, bűnös állapotára, – ezt megbánja és megvallja – és hittel elfogadja Jézust személyes megváltójául. Elfordul bűnös életétől és odafordul Istenhez, melyet cselekedeteinek megváltozása bizonyít. Isten ezt a szabad akarati döntést a bűnbocsánat békéjével és örömével jutalmazza, s közben az Ige és a Szentlélek által egy egészen új élet születik. A megtérés és az újonnan születés szorosan összetartozó dolgok.

### A bemerítés
Hiszik, hogy miután Jézus Krisztus maga is bemerítkezett, a bemerítést mindenkori tanítványaira bízta. A bemerítés az újjászületés jelképe, a Megváltóba vetett hit szeretetből és engedelmességből fakadó gyümölcse, beiktatás a gyülekezet tagjai sorába. Bemerítésben csak az részesülhet, akinek életében láthatók a megtérés gyümölcsei, aki Krisztusba vetett hitéről nyíltan vallást tesz és a bemerítését önként kérte. A bemerítést Jézus rendelése alapján – az Atyának, a Fiúnak és a Szentléleknek nevében végezzük, az egész emberi test egyszeri vízbe való merítésével.

### Az Úrvacsora
Hiszik, hogy az úrvacsorát Jézus – engesztelő halálának előestéjén, a zsidó páska ünnepen – szervezte, azzal a céllal, hogy ők is ezt cselekedjék az ő emlékére. Alkalomról alkalomra hálával emlékeznek halálára, amíg visszatér. Az úrvacsora jegyei – a kovásztalan kenyér és a bor- Jézus megtört testének és kiontott vérének jelképei. Benne kiábrázolódik Krisztussal és testvéreinkkel való közösségünk. Az úrvacsorában azok részesülhetnek, akik újjászülettek és hitük vallomására bemerítkeztek, de önmagukat őszinte bűnbánattal megítélik, és hittel elfogadják Jézus bűnt eltörlő vérét.

### A kiengesztelés
Hiszik, hogy Isten szentsége és az ember bűnössége miatt volt szükség a kiengesztelésre. Isten szentsége és igazsága ugyanis nem hagyhatja a bűnt büntetés nélkül. A bűn jogosan váltja ki Isten haragját. Isten azonban szeretet és a kegyelem Istene is. Jézus Krisztus engesztelő áldozatában együttműködik Isten igazsága és kegyelme, haragja és szeretete. Így Jézus Krisztusban megbékült a világgal. A kiengesztelést isten nem utólag rendelte el. A kezdetet és a véget ismerő Isten már a világ teremtése előtt gondoskodott engesztelő áldozatról. Ezt példázták az ószövetségi áldozatok is. De minden áldozat töredékes volt, teljességre csak Jézus Krisztusban jutott. Az Ő halála az ő bűneik büntetése volt. A kiengesztelés befejezett tény. A golgotai kereszten "elvégeztetett".

### A megigazulás
Hiszik, hogy a megigazulásban a bűnös ember helyzete megváltozik. Isten átka alól kegyelmébe kerül. A megigazulás több a bűnbocsánat elnyerésénél, több annál, hogy megszűnt az átok. Benne Isten a bűnöst az igaz ember helyére állítja. A megigazulásban az istenfiúság teljes méltósága kerül helyreállításra. A megigazulás forrása Istennek Jézus engesztelő áldozatából fakadó kegyelme. Tartalma pedig Krisztus igazsága, melyet hit által fogadhat el az újjászületett ember.

### Amegszentelődés
Hiszik, hogy a szent Isten gyermekeinek is el lehet és el kell jutnia szentség állapotára. Ide vezet a megszentelődés útja. A szentség elkülönítést, odaszentelést s megtisztulás jelent. Isten Mózes által szentelte fel a papságra Áron fiait a víz, olaj és a vér eszközeivel. Az újszövetségben a hívőket a „szent papságra" szenteli fel Isten Krisztus közbenjárása által, az Ige vizével, Jézus vérével és a Szentlélek olajával. Így lesz az újszövetség népe "királyi papság és szent nép".

### Azüdvösség
Hiszik, hogy az Úr Jézus Krisztus engesztelő halálával megszerezte az ember számára az üdvösséget. A megtért, újjászületett ember Krisztusban megigazul és halad a megszentelődés útján. Ezek együtt képezik a „kegyelmi állapotot". Ez az üdvösségnek a földi életre vonatkozó része. Ebben a kegyelmi állapotban az embernek meg kell maradni. Aki visszautasítja a kegyelmet, és engedetlenné válik, az elveszítheti üdvösségét. Az üdvösség kizárólag Istentől ered, amit az ember hittel elfogad és Istennek szentelt életével megtart. Az üdvösség az ember életében az újjászületéssel indul és az örök életben teljesedik ki.

### ASzentlélekmunkája
Hiszik, hogy a Szentlélek isteni személy, a Szentháromság Atyával és Fiúval egyenrangú tagja. A Szentírás Őt így nevezi: – Isten Lelke, – Krisztus Lelke, – Szentlélek, – Vigasztalásnak Lelke, – Ígéret Lelke, – Igazság Lelke, – Kegyelem Lelke, – Élet Lelke, – Fiúság Lelke. Ezek a nevek lényét és munkáját hivatottak kifejezni csakúgy, mint jelképei. (tűz, szél, víz, eső, pecsét, zálog, olaj, kenet, galamb,)
Jelenléte és munkája tapasztalható volt a teremtésben és az ószövetségi korban is. Általános kitöltéséről jövendöltek az ószövetség prófétái is. Kiáradása a Messiás eljöveteléhez kapcsolódik. Rajta állandóan megnyugszik az Úrnak Lelke. Ő lesz, aki Szentlélekkel és tűzzel keresztel. Jézus emberi létének minden mozzanatában közösségben volt a Szentlélekkel, (fogantatása, születése, bemerítkezése, pusztai megkísértetése, szolgáltat, keresztre feszítése, feltámadása).
Az újszövetségi gyülekezet korszakában a Szentlélek végzi a világ meggyőzését a bűnről, az igazságról és az ítéletről, ő az aki újjászülésben részt vesz, aki a hívőkben lakozást vesz, aki tanít, vezet; aki a megszentelődés folyamatában végig tevékenykedik, aki mindig Krisztust dicsőíti. Ő az aki felruház mennyei erővel és képessé tesz a bizonyságtevés szolgálatára. Végül ugyancsak a Szentlélek közreműködésével történik majd a feltámadás és az elragadtatás.

### A Szentlélek-keresztség
Hiszik, hogy Jézus Krisztus mennybemenetele előtti szavaiban az „Atya ígéretének" beteljesedését azért kapcsolta össze vízbe való bemerítés emlékével, mert a Szentlélek keresztség ugyanúgy mély belső tartalommal és külső jelekkel bíró új korszakot nyit meg életünkben, mint az újjászületés és a bemerítkezés.
Ez a két esemény azonban nem azonos, egymástól mindig elkülöníthető.
Szentlélek keresztségben csak újjászületett ember részesülhet. A Szentlélek keresztsége által a hívő ember „mennyei erőt" kap a bizonyságtevő, szeretettel szolgáló életre. A Szentlélek keresztséget természetfölötti jelenségek kísérik. Ezek az eseményhez szorosan hozzátartozó jelek, – de nem azonosak az eseménnyel! – (nyelveken szólás, túláradó öröm, Jézus ujjongó dicsőítése, imádata, Isten mentő szeretetének túláradása.)
Hiszik, hogy a Szentlélekkel való betöltekezés a hívő ember életében nem korlátozódik csupán egyetlen eseményre. Benne meg lehet újulni s folytonosan beteljesedni. Hiszik, hogy a Szentlélek keresztség eseménye nem zárult le az apostolok korával, hanem napjainkban is részesülhet benne minden újjászületett hívő lélek. Hittel kell kérni és engedelmességgel elfogadni.
Hiszik, hogy a Szentlélek keresztségéhez ma is ugyanazok a kísérő jelek tartoznak, mint az apostoli korban. Az ilyenkor tapasztalható lelki állapot hitből fakadó, engedelmes átadás és nem eksztázis!

### A Szentlélek gyümölcse és ajándékai
Hiszik, hogy a Szentlélek jelenléte és uralma a hívő ember életében – a megszentelődés folyamatában – szükségszerűen megtermi a „Lélek gyümölcsét".
Hiszik, hogy a Szentlélek ma is megajándékozza Isten gyermekeit kegyelemből fakadó lelki ajándékokkal. Ezekkel az eszközökkel biztosítja a gyülekezet szolgálatához szükséges természetfölötti hatalmat. Az ajándékok soha sem öncélúak, és nem tévesztendők össze az ajándékozóval. Haszonra adatnak, a gyülekezet építésére, az ismeret ajándékai, (bölcsesség beszéde, tudomány beszéde és a lelkek megkülönböztetésének képessége), a cselekvés ajándékai, (a hit, a csodatevő erő és a gyógyítás), és természetfeletti beszéd, (a prófétálás, a nyelvek nemei és a nyelvek magyarázása). Hiszik, hogy a Szentlélek ad – ezeken kívül is – más, a szolgálat végzéséhez szükséges ajándékokat, pl: buzdítás, segítés, vezetés stb.
Az ajándékoknak a megajándékozott személy sohasem kizárólagos tulajdonosa, csak sáfára.
A gyülekezet építésére a Szentlélek szolgálattevőket is ajándékoz a gyülekezetnek, (apostolokat, prófétákat, evangélistákat, pásztorokat és tanítókat). Ezeknek a szolgálatoknak a gyülekezetben az igei zsinórmérték szerint szeretetben, a Lélek egységében, "ékesen és jó rendben" kell végbemenniük.

### A gyülekezet
Hiszik, hogy már az ószövetségi korban Isten azért hívta ki és választotta el magának Izráelt, hogy egy olyan közösség legyen, aki Őt képviseli ezen a földön és neki szolgál. Miután a zsidók nem töltötték be Isten akaratát és megvetették a „szegletkövet", Krisztus életének feláldozásával olyan gyülekezett hívott elő, mely betölti Isten szándékát. Azokból az emberekből áll, akiket Isten abból a célból hívott ki a világból, hogy elfogadják Jézus Krisztust, az élő Istennek Fiát, őt uruknak vallják szóval és szeretettel szolgáló élettel, hirdessék és kövessék az üdvözítő akaratát.
A gyülekezet fogalma a görög „eklézsia" szóból ered. Tartalmát az újszövetségben előforduló jelképekből érthetjük meg. A gyülekezet „Krisztus teste”, melynek feje maga Jézus. Nem szervezkedés, hanem Jézusban élő, fejlődő, gyümölcsöző egységes szervezet. Krisztus testét a Szentlélek élteti. A gyülekezet „Isten temploma", „épülete", melynek „sarokköve" és alapja Jézus Krisztus.
A gyülekezet Jézus Krisztus "menyasszonya". Közte és Krisztus között a legmagasabb rendű egybeszerkesztő szeretet munkálkodik. Krisztus gyülekezetét azok a tagok képezik, akik újjászülettek, bemerítkeztek és Benne élnek. A gyülekezet feladata az evangélium hirdetése, a „só", a „világosság" és a „hegyen épített város" szolgálatának ellátása ezen a világon. A gyülekezet életének, szolgálatának rendje a Szentlélek vezetésével alakult ki az apostoli korban. A különféle szolgálattevők között (apostol, próféta, pásztor, vén, diakónus, evangélista, tanító, stb.) összetartó kapocs a Szentlélek által adott szeretet, kölcsönös tiszteletadás és szolgálatkészség. Ahol ez a bibliai rend megvalósul, ott élet és Isten szerinti növekedés van.

### A „hét első napja"
Hiszik, hogy Isten lelkünket és testünket úgy alkotta meg, hogy szüksége van rendszeresen visszatérő nyugalomra, felüdülésre. Ekkor idejük javát igetanulmányozásra, istentiszteleteken való részvételre, imádságra, a közösség gyakorlására, a testvéri szeretet ápolására szentelik. Ezen a napon a köznapi fáradságos tevékenységtől tartózkodnak. A nyugalomnapot – az Úr Jézus Krisztus feltámadására emlékezve, és az apostoli gyülekezetek gyakorlatát követve – a „hét első napján", Vasárnap ünnepelik.

### A házasság és a család
Hiszik, hogy a házasságot Isten szerezte, megáldotta és célját meghatározta. A házasság természetes életforma, bensőséges életközösség, mely egész életre szól. A házasság szent, amely az Isten akarata szerinti életben nyilvánul meg. Alapja a kölcsönös szeretet, melynek lényege az adás. A „felemás igát" az Ige tiltja, de a hívők házasélete is megromolhat: – ez bűn. A megoldás ilyen esetben nem az elválás, hanem a megbékülés, a bocsánatkérés, a bűnbánat és a megbocsátás. Az elválást – házasságtörés esetét kivéve – Isten Igéje alapján megengedhetetlennek tartják. Hiszik, hogy a házasságban Isten áldása a gyermek. A szülők és a gyermekek együtt alkotják a családot. Isten az általa felállított rend gyakorlásától tette függővé a család jó légkörét és boldogságát. A család lelki közösségének egyik mély forrása a családi áhítat. Valódi hívő nevelés színhelye az ilyen otthon.

### A végső dolgok

#### A halál
Hiszik, hogy a halál a bűn látható következménye, mely minden emberre egyformán érvényes: az utolsó ellenség, akit Isten eltöröl. Jézus Krisztus váltsághalála és feltámadása által megtörte uralmát és megnyitotta az élet kapuját minden ember számára. A halál a lélek eltávozása a testből, amikor az ember átlép a látható világból a láthatatlanba. A megváltottak számára csak kapu az örök életre vezető úton. A halál és a feltámadás közötti időszak állapotát az Ige „alvásnak", várakozásnak, „megnyugvásnak" nevezi. Ez egy átmeneti állapot az örök élet vagy örök kárhozat felé. Ebben az állapotban az ember sorsának változtatására már nincs lehetőség.

#### A feltámadás
Már az ószövetség emberei is hittek abban, hogy Isten szentje, a Messiás alászáll a Seolba és megszabadítja a szenteket onnan. A zsidók is hittek (a szadduceusok kivételével) az utolsó napon történő feltámadásban. Jézus Krisztus maga hozta el a feltámadás és az örök élet reménységének valóságát. Bebizonyítva ezt a hitet azzal, hogy feltámadt a halálból. Aki tehát Krisztusban van, élő hite által, már ebben az életben átment a halálból az életre. Hiszik azt, hogy amikor az ember megbékül Istennel, akkor szelleme megelevenedik (feltámad az új életre). Örök üdvösségünk a test megváltásával, azaz annak feltámadásával és megdicsőülésével lesz teljes. Hisznek az első és a második feltámadásban. Az első feltámadásban a megváltott lelkeknek lesz részük. A második feltámadás Krisztus ezeréves „béke-országlása" után következik, mely során minden emberi élet megelevenedik.

#### Az Úr Jézusmásodik eljövetele
Az Ige tanítása alapján hiszik, hogy az Úr Jézus ismét el fog jönni. A róla szóló tanítás nemcsak az apostoli gyülekezet reménysége volt, hanem az övék is. Eljövetele személyes lesz, mindenki által látható és tapasztalható.
Ez a nap a küszöbön áll, de pontos idejét nem tudják. Hiszik, hogy eljövetele két fázisból áll. Először a levegő égbe jön el és ekkor történik meg az első feltámadás, ill. az elragadtatás. Ekkor a "menyasszony nép" egyesül a vőlegénnyel és kezdetét veszi a „bárány menyegzője". Ekkor a földön nagy nyomorúság lesz, aminek Krisztus nyilvános eljövetele vet véget. Ekkor megjelenik Ő az Ő „szentjeivel" és a mennyei seregekkel együtt, és kezdetét veszi Krisztus – ezer esztendeig tartó – béke országlása. Ezt az időszakot zárja le a második feltámadás és az utolsó ítélet.

#### A megváltottak és a gonoszok sorsa
Hiszik, hogy miután Isten az ő házanépét megítélte, vele örök közösségre jutunk, és az Ő dicsőségében élnek. Ez a jutalom a menny, a „paradicsom", az „Atya háza", a „szent város", a mennyei Jeruzsálem. Itt az Isten és a Bárány dicsősége ragyog, teljes ismeretben, megnyugvásban, örömben, szolgálatban, és Krisztussal való közösségben lesz részünk. Hisszük, hogy amilyen végtelen Isten a szeretetben, a kegyelemben és a megbocsátásban a hozzátérő ember felé, olyan kemény az Ő igazsága a kegyelmet visszautasítók ítéletében. Ahogyan az Istennel együtt lakozás jelenti az örök életet, úgy az Istentől örökre eltaszítottság jelenti a kárhozatot. A pokol egyszerre hely is és állapot is, ahol az eljátszott üdvösség és bűntudat örökös gyötrelme állandósul. Végül a Sátán és szövetségesei is elnyerik végső büntetésüket.

#### „Új ég és új föld"
Hiszik, hogy a „világtörténelem" lezárását az új ég és az új föld megjelenése jelenti, amelyben Krisztus átadja az országot Istennek, hogy az Ő szeretete uralkodjék mindörökké.

## Intézményei

### MPE Szeretetotthona, „Vóta-Kastély"
A Szeretetotthon Kadarkúton keresztül közelíthető meg. Az 57 férőhelyes intézményben az ország bármely településéről fogadnak jelentkezőket, de az elhelyezésben elsőbbséget élveznek a közösséghez tartozók.
Az MPE kadarkúti Szeretetotthonába, keresztény, családias környezetbe várják új lakók jelentkezését. Elhelyezés 2-3 ágyas szobákban.
(2012. február 13-án tűz ütött ki a Szeretetotthon épületében, ami miatt ideiglenesen használhatatlanná vált. Az újjáépítés idejére az ellátottakat a Baptista Egyház által felajánlott épületben helyezték el.)

### MPE Hajnalcsillag Szenvedélybetegek Rehabilitációs Otthona
Az országban jelenleg ez az egyedüli olyan tartós bentlakást nyújtó, szenvedélybetegek rehabilitációját végző intézmény, amelybe csak nők nyerhetnek felvételt. A drog-, alkohol- és gyógyszerfüggő betegeket olyan terápiás közösségben gondozzák, ahol az evangélium által megismerhetik Jézus Krisztus gyógyító hatalmát és szeretetét. Ebben eszközök a csoportfoglalkozások, a személyes lelki gondozás, a terápiás munka és a különféle fakultatív, illetve szabadidős tevékenységek.

### Pünkösdi Teológiai Főiskola
Küldetésüknek tekintik olyan szellemileg és lelkileg érett keresztények nevelését, akik a világ kihívásaival bátran és tudatosan szembenéznek, illetve akiknek feltett szándékuk, hogy a kereszt jó hírét naprakészen és hitelesen képviseljék a környezetükben pünkösdi-karizmatikus lelkülettel.
Intézményükben akkreditált főiskolai képzés folyik. A diákok kétféle képzési forma közül választhatnak. Nappali tagozaton a képzés 6, míg levelező tagozaton 8 félév. Új évfolyamot mindig szeptemberben indítanak.
A hallgatók az alábbi szakirányok közül választhatnak:
- Lelkész szakirány
- Hitoktató szakirány
- Ifjúságsegítő szakirány

A főiskola eredményes elvégzése után a hallgatók államilag elismert főiskolai diplomát kapnak. A diplomában a hallgatók végzettsége: teológus, amelyhez kiegészítésként kapcsolódik a szakirány neve.

## Misszió ágaik

### Élő Víz Pünkösdi hitéleti magazin
A pünkösdi mozgalom már a kezdetekben is jelentős irodalmi tevékenységet folytatott. Lapuk nem pusztán híreket igyekszik továbbadni, ezért az információk mellett a mindennapi élet kihívásaival szemben az evangéliumi megoldást kínálják fel.
Törekvésük, hogy minden korosztály számára egy könnyen olvasható, sokrétű tartalmat kínáló lapot készítsenek kívánatos csomagolásban. Nemcsak hitvalló keresztények számára, hanem az úgymond „világiak" számára is.
Ezért több mint száz könyvtárban rendszeresen olvasható magazinjuk, és ott vannak a jelentősebb keresztény irodalmat terjesztő üzletekben is.

### Külmissziós Munkacsoport
Külmissziós Munkacsoport azzal a céllal született, hogy a külmissziós elhívással rendelkezőket segítse szolgálati lehetőségeik és helyük megtalálásában.
Keresik azokat a szolgálókat, akik adják magukat, készek alkalmazkodni és áldozatot hozni. Szükség van ezen kívül olyan emberekre is, akik anyagi hozzájárulásukkal segítik társaikat, hogy a külmisszióban építeni tudják Isten Országát.
Eddigi tevékenységeik:
- határon túli magyar gyülekezetek szolgálatának támogatása;
- rövidtávú missziós utak szervezése;
- katasztrófa-sújtotta területek segélyezése nemzetközi pünkösdi szervezeteken keresztül.

### Országos Cigánymisszió
Elkötelezték magunkat, hogy segítik a halmozottan hátrányos helyzetű roma felnőtteket, fiatalokat és gyermekeket.
Ezek az emberek többnyire csak lenézést, bírálatot, ítélkezést kapnak, igazi lehajlást, szeretetet, szívből jövő segítséget nem. A roma kisebbség elszigeteltségben, illetve önelszigeteltségben él a társadalomban. Ennek egyik legfőbb oka a szegénység, ami az iskolai képzettségre, a tudás hiányára vezethető vissza.
Ezt a szükséget felismerve hozták létre a Keresztény Cigány Népfőiskolát. A Népfőiskolán kívül szemináriumokat, előadásokat, gyermektáborokat, országos találkozókat szerveznek, és segítik a helyi gyülekezeteket.

### Országos Gyermekmisszió
Jézus Krisztus kéri, parancsolja: Engedjétek hozzám jönni a gyermekeket! Missziójuk fő célja, hogy Jézushoz vezessék a gyermekeket.
Helyi és országos szemináriumokon gyermektanítókat képeznek a gyülekezetek számára. Őket saját kiadású, illetve mások által készített oktatói kiadványokkal segítik feladataik végzésében. A gyülekezetekben megvalósuló gyermekoktatás mellett céljuk eléréséhez a legnagyobb lehetőséget az Országos Kadarkúti Gyermektáboroztatási Program nyújtja. Nyaranta négy turnusban több, mint ezer főt fogadnak, és igyekszünk Jézushoz vezetni.

### Országos Ifjúsági Misszió
Az OIM már több mint egy évtizede dolgozik a pünkösdi fiatalok összefogásáért. Célja, hogy a pünkösdi fiatalság erős közösséget alkotva vegye át a stafétát az előtte járó generációtól.
Programjaikon cél, hogy személyes hitéletében, elhívása felismerésében és betöltésében egy erőteljes korosztály formálódjon a huszonévesekből. A gyülekezeti és regionális alkalmak mellett évente kétszer az ország minden tájáról összehívják a fiatalokat, mert az ilyen nagy és közös alkalmak közös megtapasztalásokat eredményeznek. Ezek erősítik az egységet és a baráti kapcsolatokat.

### Országos Imacsoport Hálózat
1994-es létrejöttét látomások, álmok és próféciák előzték meg, melyek mind ugyanabba az irányba mutattak.
Erősödjön fel, és állandósuljon a közbenjáró imádság a magyar népért! Bontakozzon ki felekezetközi imamozgalom az ébredésért! A földrajzilag egyre több helyen létrejövő csoportok feszítsenek ki egy sűrű szellemi hálót Magyarország fölött! Kéthavonta megjelenő hírlevelükben friss információk, imameghallgatásokról szóló beszámolók mellett az aktuális imakérések is szerepelnek. Sürgős esetekre telefonos imaláncot is létrehoznak, s így kapcsolódnak össze egy-egy kérésért. Regionális imatalálkozókat tartanak az ország különböző területein, évente egy egyhetes imatábort, illetve Országos Közbenjáró Imanapot a gyülekezetek megújulásáért és Magyarország szellemi ébredéséért. Kérésre prospektust küldünk.

### Országos Sátormisszió
Országhatáron innen és túl, számos felekezet számára, különböző településeken nyújt evangélizációs helyszínt a sátormisszió két sátra. A kisebb 280 m², míg a nagyobb 400 m² területen, színpad, fény és hangtechnika segítségével biztosít színvonalas körülményeket az evangélizáció résztvevőinek.
Az egyhetes rendezvények során a szervezők színes gyermek-, illetve ifjúsági programokkal, előadásokkal, dicsőítő alkalmakkal, koncertekkel, filmvetítésekkel és egyéb rendezvényekkel várják a sátorba a látogatókat. Egyre többen ismerik fel, milyen jó lehetőség a sátor arra, hogy felvállalva a hitüket bemutassák Jézust, mint élő Istenünket.

### Országos Tinimisszió
Célkitűzésük olyan tini közösség működtetése, amely egyre önállóbban képes saját korosztályának szolgálni, és kreatív módon növekedni. Szeretnék motiválni és felkészíteni a keresztény tinédzsereket arra, hogy igazi barátságot kössenek Jézus Krisztussal, és képviseljék értékrendjét saját világukban.